# Lukas Huber (Mediziner)

Lukas A. Huber (2025)

Lukas Alfons Huber  (* 4. Juli 1961 in Wien) ist ein österreichischer Arzt, Zellbiologe und Universitätsprofessor an der Medizinischen Universität Innsbruck. Er ist wissenschaftlicher Leiter des Austrian Drug Screening Institutes (ADSI) und des Zentrums für personalisierte Krebsmedizin Oncotyrol in Innsbruck.

## Leben und Wirken
Huber entstammt einer Ärztefamilie aus Schwaz in Tirol und nach dem Besuch des humanistisch bischöflichen Gymnasiums Paulinum studierte er Medizin in Innsbruck. Sein erster und bedeutsamer Lehrer war Georg Wick, bei dem er 1990 über die „Immunregulatorische Rolle von Lipoproteinen“ promovierte. Danach ging er als PostDoc nach Heidelberg zu Kai Simons an das Europäische Laboratorium für Molekularbiologie (EMBL), wo er die Rolle von kleinen GTP-bindenden Proteinen (Rab-Proteine) im polarisierten Proteintransport in Epithelien und Neuronen untersuchte. Drei Jahre später nahm er eine Stelle als Maître-Assistant an der Universität Genf an und arbeitete im Labor von Jean Gruenberg an der Rolle von Motorproteinen in der Endozytose. Nach Österreich kehrte er 1996 zurück. Zunächst leitete er am Forschungsinstitut für Molekulare Pathologie in Wien seine eigene Arbeitsgruppe mit dem Schwerpunkt der Signaltransduktion am Endosom, dann folgte er dem Ruf an die Medizinische Universität Innsbruck, wo er seit 2002 ordentlicher Professor und Direktor der Abteilung für Zellbiologie ist.
An der Medizinischen Universität Innsbruck war und ist er in zahlreichen Ämtern und Funktionen tätig, unter anderem als Gründungsdirektor des Biozentrums, als Mitglied des Senats, Mitglied der Ehrungskommission, Leiter der Forschungsinfrastruktur-Kommission, im Vorstand des Integrated Research and Therapy Centers (ITFZ) und als Vorsitzender der Ilse und Helmut Wachter Stiftung.
Seine thematischen Schwerpunkte in nationalen und internationalen Groß- und Verbundprojekten liegen in der Proteomik, der molekularen und zellbiologischen Krebsforschung sowie in der translationalen Onkologie und dem Drug Screening. Er leitete die österreichische Proteomik-Plattform (Austrian Proteomics Platform APP) als Teil des nationalen Genom-Forschungsprogramms GEN-AU sowie den Sonderforschungsbereich 021 „Cell proliferation and Cell death in Tumours“ des Fonds zur Förderung der wissenschaftlichen Forschung FWF. Er initiierte und koordinierte das internationale Krebsforschungsprojekt Growthstop zum programmierten Zelltod in Tumoren, das im 6. Forschungsrahmenprogramm der Europäischen Kommission stattfand und war Projektleiter im internationalen Myelom-Forschungsprojekt OPTATIO  des 7. Europäischen Forschungsrahmenprogramms. Seit 2009 ist er wissenschaftlicher Leiter des Zentrums für personalisierte Krebsforschung Oncotyrol, einem COMET-Zentrum (K1) der österreichischen Forschungsförderungsgesellschaft (FFG). Für den wissenschaftlichen Nachwuchs engagiert sich Huber im FWF Doktoratskolleg Molecular Cell Biology and Oncology MCBO.
Nachdem er einen Ruf an die Universität Dublin abgelehnt hatte, gründete Huber 2012 gemeinsam mit Günther Bonn das Austrian Drug Screening Institute (ADSI) in Innsbruck, das die beiden Forscher gemeinsam leiten. Das ADSI durchforstet insbesondere Pflanzenextrakte auf ihre Medikamentenwirkung und setzt dafür Massenspektrometrie sowie automatisiertes Drug Screening an lebenden Zellkulturen ein.
Lukas Huber ist Senior Editor der Fachzeitschriften Proteomics, Proteomics Clinical Applications  und FEBS Letters, Current Signal Transduction Therapy und Review Editor für Frontiers Cell and Developmental Biology und ist Mitherausgeber eines Fachbuchs über kleine GTPasen. Er war und ist in verschiedenen wissenschaftlichen Beratungsgremien tätig, unter anderem für die Deutsche Forschungsgemeinschaft (DFG), das deutsche Bundesministerium für Bildung und Forschung und für das bayerische Genomforschungsnetzwerk Baygene.
2022 wurde er zum Mitglied der Academia Europaea gewählt.

## Forschung
Lukas Hubers Forschungsresultate wurden in mehr als 150 wissenschaftlichen Fachartikeln veröffentlicht, die mehr als zehntausendmal zitiert wurden.
Seine Grundlagenforschung hat auf dem Gebiet der Signaltransduktion wichtige Erkenntnisse geliefert. Lukas Huber verwendet zellbiologische und proteomische Methoden wie die mit der Massenspektrometrie gekoppelte Tandem Affinity Purification. Von klinischer Bedeutung sind insbesondere seine Beiträge zur Erforschung der Mikrovillus-Einschlusserkrankung, einer angeborenen lebensbedrohlichen Durchfallerkrankung von Babys und Kleinkindern. Hubers Forschung trägt aber auch zum grundlegenden Verständnis der Immunologie bei, insbesondere in der Zusammenarbeit mit dem Innsbrucker Immundermatologen Nikolaus Romani, zur Krebsentstehung (Karzinogenese), zu Zellwachstum und -wanderung (Zellmigration) und bietet Ansatzpunkte für die Arzneimittelentwicklung.
Hubers besonderes Interesse gilt endosomalen Signalproteinkomplexen. Um richtig auf ihre Umgebung reagieren zu können, müssen Zellen externe Informationen in den Zellkern weiterleiten. Da dafür nur eine begrenzte Anzahl von Signalübertragungswegen zur Verfügung steht, muss die interne Kommunikation örtlich und zeitlich genau gesteuert werden. Endosomen sind kleine membranumhüllte Zellorganellen, die Signalproteine in den richtigen Kombinationen zusammenbringen und die Dauer der Signalübertragung überwachen. Die endosomale Signalübertragung ist mitentscheidend dafür, dass die Kommunikationsprozesse in der Zelle geordnet ablaufen und Zellwachstum und Zelltod genau reguliert werden. Huber erforscht die Aufgaben von Gerüst- und Adaptorproteinen, insbesondere den LAMTOR-Komplex, einen Verband aus sieben derzeit bekannten Regulatorproteinen. Dieser Komplex koordiniert Zellteilung, Zellwachstum, Zelltod und Zellwanderung, indem er die Signalwege MAPK und mTorC bindet und steuert.

## Auszeichnungen und Ehrungen
- 1990 Hoechst Preis
- 1995 Johnson and Johnson Focused Giving Grant
- 1995 Forschungspreis Deutsche Gesellschaft für Zellbiologie
- 1996 Dr. Johannes Tuba Preis für Alternsforschung
- 2007 CAST Technology Award[44]
- 2010 österreichischer Vertreter und Mitglied im Lenkungsausschuss  des European Science Foundation (ESF) Programms Frontiers of Functional Genomics[45]
- 2012 Ruf an die University College Dublin als Professor und Direktor Systems Pharmacology – abgelehnt[46]
- 2013 österreichischer Vertreter IARC Scientific Council (WHO)[47]
- 2014 Vizepräsident österreichische Gesellschaft für molekulare Biowissenschaften und Biotechnologie (ÖGMBT)[48]
- 2015 Mitglied Advisory Board Max Planck Institut für Infektionsforschung Berlin[49]